# Acquacotta

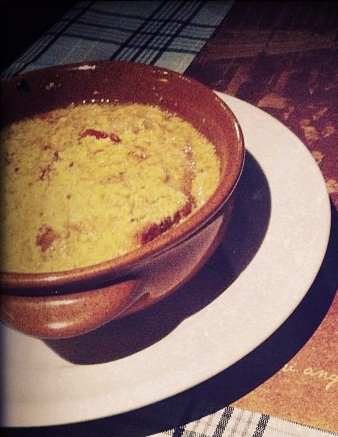
Acquacotta em um restaurante em Milão, Itália.

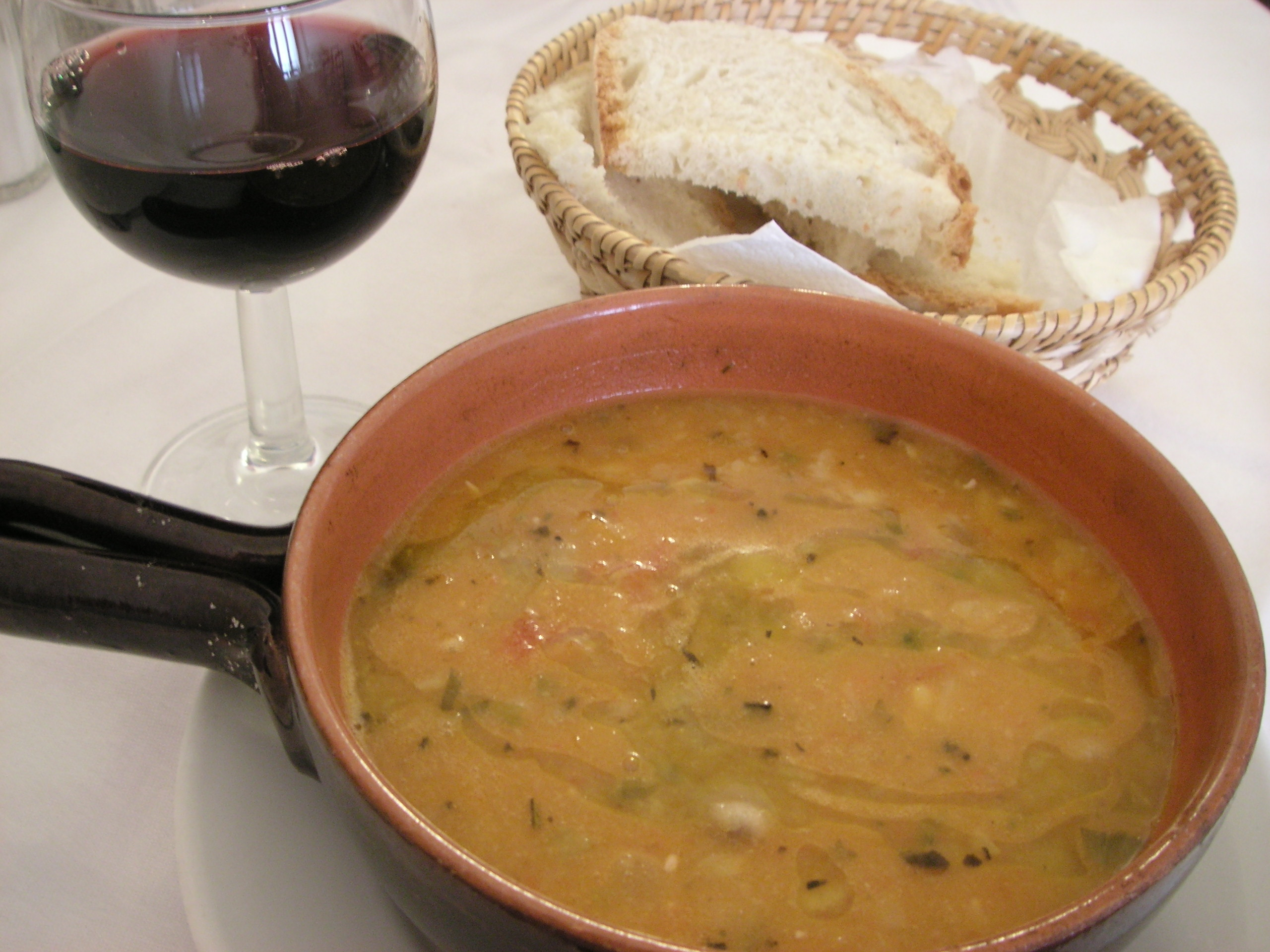
Acquacotta, feijão e minestrone.

Acquacotta (literalmente "água cozida") é um caldo à base de sopa de pão [en] da culinária italiana, originalmente um prato consumido por camponeses. Sua preparação e consumo remontam à antiguidade, com origem na região costeira conhecida como Maremma, que abrange o sul da costa de Toscana e o norte de Lácio. O prato foi criado, em parte, como uma forma de tornar o pão endurecido e velho comestível. Nos tempos atuais, os ingredientes podem variar, e componentes adicionais são frequentemente utilizados. Entre as variações do prato estão a acquacotta con funghi e a acquacotta con peperoni.

## Etimologia
Em italiano, a palavra acquacotta significa "água cozida".

## História
A acquacotta é um prato tradicional originário de Maremma, uma região costeira da Itália que cobre a metade sul da costa de Toscana e se estende ao norte de Lácio. Originalmente um alimento camponês, foi descrito como um prato antigo, cuja receita foi desenvolvida, em parte, por pessoas que viviam nas florestas de Toscana trabalhando como carvoeiros, geralmente muito pobres, sendo "tradicionalmente entre os mais pobres". Também era preparado e consumido por agricultores e pastores na região de Maremma. Historicamente, a sopa era às vezes servida como um prato antepasto, o primeiro curso de uma refeição italiana. Continua sendo um prato popular em Maremma e em toda a Itália.
A acquacotta foi criada, em parte, como uma maneira de tornar o pão velho e endurecido comestível. Pessoas que trabalhavam fora de casa por longos períodos, como lenhadores e pastores, levavam pão e outros alimentos (como pancetta e bacalhau) para se sustentar. A acquacotta era preparada para amolecer o pão velho, marinando-o.
Uma lenda sobre a acquacotta está relacionada ao conceito de sopa da pedra, baseada na premissa de um viajante pobre que chegou a uma vila com apenas uma pedra, mas convenceu os moradores a adicionar ingredientes à sua sopa de pedra, criando a acquacotta; variações dessa lenda existem.

### Ingredientes históricos
Historicamente, os principais ingredientes da acquacotta eram água, pão velho, cebola, tomate e azeite de oliva, junto com vários vegetais e sobras de alimentos que estivessem disponíveis. No início do século XIX, algumas preparações usavam agraço, um suco derivado de uvas meio maduras, no lugar de tomates, que não eram um alimento comum na Itália antes das "últimas décadas do século XIX".

## Nos tempos atuais
As preparações contemporâneas da acquacotta podem usar pão velho, fresco ou tostado, e podem incluir ingredientes adicionais como caldo de vegetais, ovos, queijos como parmesão e pecorino toscano [en], aipo, alho, manjericão, feijões como feijão-vermelho, couve, repolho, suco de limão, sal, pimenta, batatas, entre outros. Algumas versões podem incluir cogumelos comestíveis, como porcino, ervas silvestres e vegetais folhosos como rúcula, endívia, menta, acelga, chicória, folhas de dente-de-leão, agrião, valeriana, entre outros. À medida que os vegetais folhosos cozinham, eles contribuem para o sabor do caldo. O prato pode ser finalizado com um ovo pochê. Versões contemporâneas podem ser preparadas com algumas horas ou até um dia de antecedência, armazenadas em local frio ou refrigeradas e, em seguida, reaquecidas antes de servir. Também pode ser preservada por congelamento.

## Variações
A acquacotta con funghi é uma variação da sopa que utiliza cogumelo porcino como ingrediente principal. Ingredientes adicionais incluem pão, caldo ou água, conserva de tomate, queijo parmesão, ovos, Calamintha nepeta, menta selvagem, alho, azeite de oliva, sal e pimenta. O sabor e o aroma dessa variação são descritos como baseados nos cogumelos porcino utilizados; salsa também pode ser usada.
A acquacotta con peperoni é uma variação que inclui aipo, pimentão-vermelho e alho.